# Ишимбайский район (1937—1940)
Ишимбаевский район (позднее известен как Ишимбайский район) — административно-территориальная единица БАССР. Образован 20 марта 1937 года и расформирован 10 февраля 1940 года.

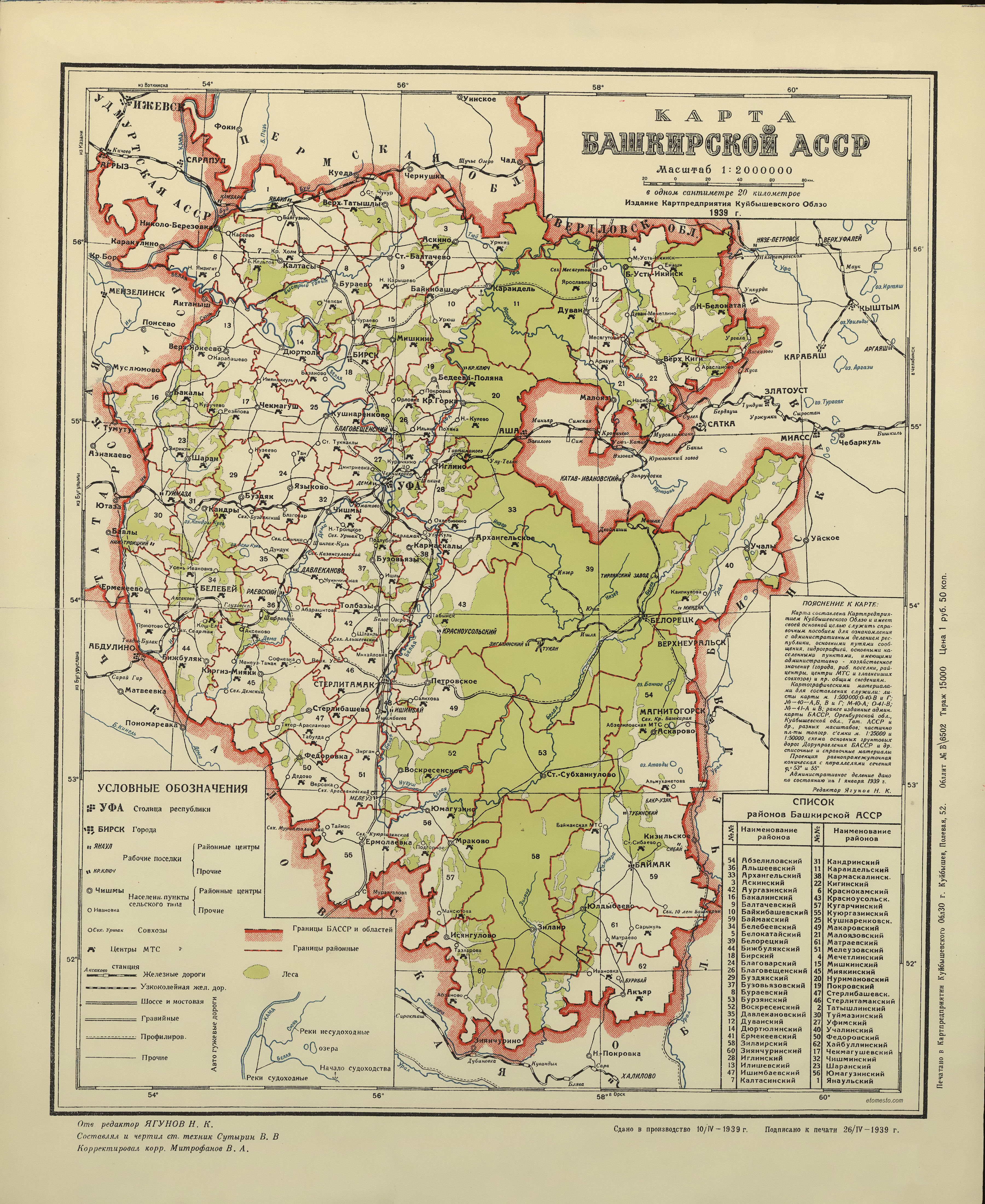
Ишимбайский район (1939).

Постановлением Всероссийского Центрального Исполнительного Комитета «Об образовании новых районов в Башкирской АССР» от 20 марта 1937 года в Башкирии были сформированы 6 новых районов: Байкибашевский, Воскресенский, Ишимбайский, Кандринский, Матраевский и Покровский.
 
ПОСТАНОВЛЕНИЕ ВСЕРОССИЙСКОГО ЦЕНТРАЛЬНОГО ИСПОЛНИТЕЛЬНОГО КОМИТЕТА от 20 марта 1937 года
 
"Об образовании новых районов в Башкирской АССР"
Президиум Всероссийского центрального исполнительного комитета постановляет:
Образовать в составе Башкирской АССР следующие новые районы:
...
6. Ишимбаевский район с центром в рабочем поселке Ишимбай, в составе:
а) Байгузинского и Кусяпкуловского сельсоветов, выделяемых из Макаровского района;
б) Аллагуватовского и Наумовского сельсоветов, выделяемых из Стерлитамакского района и рабочего поселка Ишимбай, выделив последний из административного подчинения Стерлитамакского горсовета.
В Ишимбайский район перешли земли Макаровского района (Кусяпкуловский сельсовет и Байгузинский сельсовет),  Аллагуватовский сельсовет и Наумовский сельсовет, выделенный из Стерлитамакского района. Центром нового района стал рабочий посёлок Ишимбай, выделенный из города Стерлитамак.
В 1938 году, когда прошли выборы в первый созыв Верховного Совета БАССР, от Ишимбайского района избраны двое: Андрианов, Семён Михайлович, Аллагуватовский округ, и Астафьев, Константин Иванович, Ишимбайский округ.
Указом Президиума Верховного Совета РСФСР «О преобразовании раб. пос. Ишимбая в город и ликвидации Ишимбайского района Башкирской АССР» от 10.02.1940 Ишимбайский район был упразднён, Ишимбай стал городом республиканского подчинения, территория района перешла под старое административное управление, за исключением Кусяпкулово, ставшего частью нового города.